# Robert Niestroj
Robert „Pico“ Niestroj (* 2. Dezember 1974 in Oppeln, Polen) ist ein deutscher Fußballspieler.

## Laufbahn
Seine erste Schritte im Jugendbereich waren beim TSV Eller 04, wobei sein Talent früh erkannt wurde und er 1991 zu Fortuna Düsseldorf wechselte.
Nach mehreren Jahren mit konstant guten Leistungen wechselte in der Winterpause der Saison 1998/99 für 1.200.000 DM nach England zu den Wolverhampton Wanderers. Weitere Stationen waren 1. FC Nürnberg, Iraklis Saloniki, Fortuna Düsseldorf, FC Sachsen Leipzig, UMF Grindavík und Preußen Münster. Zuletzt spielte Robert Niestroj in der zweiten griechischen Liga bei Panserraikos FC. In der Saison 2007/08 spielte er für den nordrheinischen Oberligisten SV Straelen.
Niestroj ist als Trainer im Nachwuchsbereich bei Fortuna Düsseldorf tätig.